# 후지 TV 수요일 밤 10시 드라마
후지 TV 수요일 밤 10시 드라마는 1991년 10월 ~ 1992년 9월, 1998년 4월 ~ 1999년 9월, 2013년 4월 ~ 2016년 3월까지 매주 수요일 22:00 ~ 22:54(JST, TV 오이타를 제외)에 방송된 드라마 시간대이다.

## 개요
1990년 10월에 《밤의 히트 스튜디오 SUPER》 종료 후, 뒤를 이은 《좀 기다렸다!!》나 《운명 GAME》이 모두 시청률 면에서 고전하던 것으로, 1991년 10월부터 본 시간대를 드라마 시간대로 이행한 것이 시초이지만, 1년 후인 1992년 10월에 드라마 시간대가 스폰서 별 21시대로 이행하는 형태로 《수요극장》이 신설 되면서, 이에 따라 22시대는 다시 버라이어티 프로그램 시간대로 이행했다.
그 후 1994년 4월 《타모리의 Super 보캬브라 천국》부터 계속된 타모리 사회의 버라이어티 프로그램 대신, 1998년 4월부터 다시 드라마 시간대가 부활. 이 당시의 스폰서는 카오를 필두로 오리코·카르비 등 여러가지였다. 여기서는 1999년 9월까지의 1년 반의 기간동안 총 6작품이 제작·방송되었다.
부활 당초부터 1999년 3월까지의 1년 간은 코믹 잡지에 연재되고 있던 만화를 소재로 한 드라마가 제작·방송되었지만, 1999년 4월부터 9월까지의 반년 간은 노선을 변경해, 보통 드라마 시간대와 거의 같은 내용의 연애 드라마를 중심으로 제작되었다.
2013년 4월부터 《피카루의 정리》가 수요일 20시로 이동함에 따라, 13년 반 만에 드라마 시간대가 부활하는 것이 되었다. 다만, 형식 상은 동년 3월까지 일요일 21시에 방송되고 있던 《드라마틱 선데이》를 동시간대로 이동한 드라마 시간대(일요일 21시는 버라이어티 프로그램이 되어, 실질적 내용을 변경한 것)가 되어, 《수요 드라마》(닛폰 TV 계열)와 대결하는 것이 된다. 또한 방송 종료 후에, 목요극장의 작품 예고가 방송된다.

## 주요 작품 목록

### 제1기

#### 1991년
난다라만다라 (10월 16일 ~ 12월 18일)
주연: 모리 미츠코, 쿠도 시즈카
각본: 야지마 마사오, 오오기자와 노부오
주제가: 〈메타모르포제〉 쿠도 시즈카

#### 1992년
행복의 결단 (1월 15일 ~ 3월 18일)
주연: 나카무라 마사토시
각본: 마츠바라 토시하루
주제가: 〈원더풀 투나잇〉 에릭 클랩턴
다시 한번 안녕 (4월 15일 ~ 6월 24일)
주연: 이시다 준이치, 아키요시 쿠미코
각본: 미즈하시 후미에
주제가: 《눈동자의 속삭임》 로라 피지
도망자 (7월 8일 ~ 9월 16일)
주연: 타하라 토시히코
각본: 야지마 마사오
주제가: 〈비가 외치고 있어〉 타하라 토시히코

### 제2기

#### 1998년
쇼무니 (4월 15일 ~ 7월 1일)
주연: 에스미 마키코
원작: 야스다 히로유키 《쇼무니》 (코단샤 《모닝》 연재)
각본: 타카하시 루미, 하시모토 히로시 외
주제가: 〈그럼 바이바이〉 SURFACE/〈솔직한 채로〉 IZAM with ASTRAL LOVE
해피 마니아 (7월 8일 ~ 9월 23일)
주연: 이나모리 이즈미
원작: 안노 모요코 《해피 마니아》 (쇼덴샤 《FEEL YOUNG》 연재)
각본: 쿠스모토 히로미, 우메다 미카
주제가: 〈PARADISE〉 사잔 오루 스타즈
이타바시 마담스 (10월 14일 ~ 12월 16일)
주연: 사쿠라이 아츠코, 타카기 사야, 헨미 에미리
원작: 아오누마 타카코 《엄마는 포요포요 공룡을 사랑해》 (후진세카츠샤 《프치 탄판》 연재)
각본: 하시모토 히로시
주제가: 〈Peach!!〉 후쿠야마 마사하루

#### 1999년
물의 꽃길 여자 30세 벼랑 (1월 6일 ~ 3월 24일)
주연: 자이젠 나오미
원작: 키도구치 시즈카, 리카 《물의 꽃길》 (코단샤 《KISS》 연재)
각본: 우메다 미카
주제가: 〈뭐하고 있는 거야〉 SURFACE
세미 더블 (4월 14일 ~ 6월 30일)
주연: 나카이 키이치, 이나모리 이즈미
각본: 타츠이 유카리
주제가: 〈LOVE ～since1999～〉 하마사키 아유미 & 층쿠
그녀들의 시대 (7월 7일 ~ 9월 22일)
주연: 후카츠 에리
각본: 오카다 요시카즈
주제가: 〈Happy Tomorrow〉 NiNa

### 제3기

#### 2013년
가족 게임 (4월 17일 ~ 6월 19일) 제작 저작:쿄도 텔레비전
주연: 사쿠라이 쇼
원작: 혼마 요헤이 《가족 게임》
각본: 무토 쇼고
주제가: 〈Endless Game〉 아라시
쇼무니 2013 (제4시리즈) (7월 10일 ~ 9월 18일) 제작 저작: 쿄도 텔레비전
주연: 에스미 마키코
원작: 야스다 히로유키 《쇼무니》 (코단샤 《모닝》 연재)
각본: 우시오 켄타로 외
주제가: 〈핑크의 탄환〉 Serena
리갈 하이 (제2시리즈) (10월 9일 ~ 12월 18일) 제작 저작: 후지 TV, 제작 협력:쿄도 텔레비전
주연: 사카이 마사토, 아라가키 유이
각본: 코사와 료타
주제가: 〈Re:〉 9nine/〈SLY〉 RIP SLYME

#### 2014년
내가 있었던 시간 (1월 8일 ~ 3월 19일) 제작 저작: 쿄도 텔레비전
주연: 미우라 하루마
각본: 하시베 아츠코
주제가: 〈봄바람〉 Rihwa
SMOKING GUN~결정적 증거~ (4월 9일 ~ 6월 18일) 제작 저작: 쿄도 텔레비전
주연: 카토리 싱고
각본: 사카이 마사아키
주제가: 〈JESUS FRIEND〉 N'슈쿠가와BOYS
후지 TV 개국 55주년 기념 드라마 젊은이들 2014 (7월 9일 ~ 9월 24일)
주연: 츠마부키 사토시
각본: 무토 쇼고
주제가: 〈젊은이들〉 모리야마 나오타로
퍼스트 클래스 (제2시리즈) (10월 15일 ~ 12월 24일)
주연: 사와지리 에리카
각본: 오이카와 히로노리

#### 2015년
유감스러운 남편. (1월 14일 ~ 3월 25일)
주연: 타마키 히로시
각본: 야마자키 이에코
마음이 부서지네요 (4월 8일 ~ 6월 10일)
주연: 아베 사다오
각본: 오카다 요시카즈
리스크의 신 (7월 8일 ~ 9월 16일)
주연: 츠츠미 신이치
각본: 하시모토 히로시
무통~진찰하는 눈~ (10월 7일 ~ 12월 16일)
주연: 니시지마 히데토시
원작: 쿠사카베 요 《무통》 (겐토샤 분코)
각본: 오오쿠보 토모미

#### 2016년
프래자일 (1월 13일 ~ 3월 16일)
주연: 나가세 토모야
원작: 쿠사미즈 빈·메구미 사부로 《프래자일 병리의 키시 쿄이치로의 소견》 (코단샤 《월간 애프터눈》 게재)
각본: 하시베 아츠코

### 제4기

#### 2022년
난바 MG5 (4월 13일 ~ 6월 22일)
주연: 마미야 쇼타로
텟파치! (7월 6일 ~ 9월 4일)
주연: 마치다 케이타
친애하는 나에게 살의를 담아 (10월 15일 ~ )
주연: 야마다 료스케

#### 2023년
스탠드 UP 스타트 (1월  ~ )
주연: 류세이 료